# Shana Williams
Shana Williams (Estados Unidos, 7 de abril de 1972) es una atleta estadounidense retirada especializada en la prueba de salto de longitud, en la que consiguió ser subcampeona mundial en pista cubierta en 1999.

## Carrera deportiva
En el Campeonato Mundial de Atletismo en Pista Cubierta de 1999 ganó la medalla de plata en el salto de longitud, con un salto de 6.82 metros que fue su mejor marca personal, tras la rusa Tatyana Kotova (oro con 6.86 metros) y por delante de la búlgara Iva Prandzheva (bronce con 6.78 metros).
| Encuentro    | Resultado | Deporte   | Evento            |
| ------------ | --------- | --------- | ----------------- |
| Sídney 2000  | # 20 r1/2 | Atletismo | Salto de longitud |
| Atlanta 1996 | # n / A   | Atletismo | Salto de longitud |